# گایاسان (چونگچئونگ جنوبی)
گایاسان (به لاتین: Gayasan) یک کوه در کره جنوبی است که در Chungcheongnam-do, South Korea واقع شده‌است. گایاسان ۶۷۸ متر بالاتر از سطح دریا واقع شده‌است.